# Мунир Моханд Мохамеди
Мунир Моханд Мохамеди ел Каџуи (арап. منير مهند محمدي الكجوي‎‎; шп. Munir Mohand Mohamedi; Мелиља, 10. мај 1989) професионални је марокански фудбалер који игра на позицији голмана. Тренутно наступа за РС Беркане.

## Клупска каријера
Рођен у шпанској Мелиљи, Мунир је сениорксу каријеру започео у екипи Сеуте за чији резервни тим је играо током сезоне 2008/09. у шпанској трећој лиги. Потом је одиграо и четири утакмице у десу резервног тима Алмерије, а затим прелази у екипу мелиље за коју је бранио током 4 сезоне у трећој лиги.
У јуну 2014. потписао је двогодишњи уговор са друголигашем Нумансијом из Сорије у чијем дресу је и дебитовао као професионалац 11. септембра 2014. у утакмици Купа краља против Леганеса. У Нумансији је провео 4 сезоне и за то време одиграо укупно 81 утакмицу.

## Репрезентативна каријера
За сениорску репрезентацију Марока дебитовао је 28. марта 2015. у пријатељској утакмици са селекцијом Уругваја. Бранио је за селекцију марока и на Афричком купу нација 2017. у Габону, где су Мароканци заустављени у четвртфиналу од Египта.
Селектор Ерве Ренар уврстио га је на списак играча за Светско првенство 2018. у Русији, где је одиграо све три утакмице за Мароко у групи Б.